# Regierung Dönitz

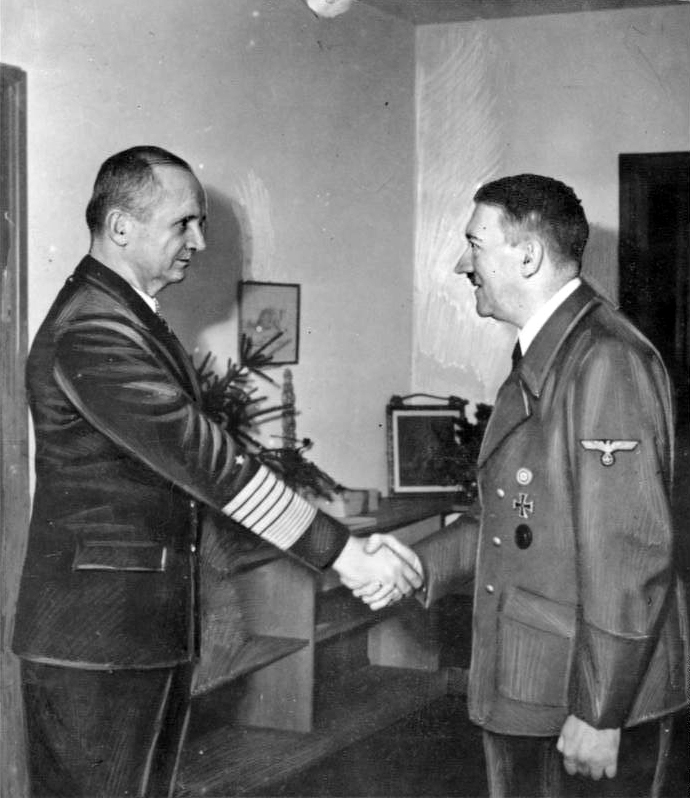
Dönitz und Hitler im Führerbunker, 1945

Die Regierung Dönitz, auch als Flensburger Regierung bezeichnet, war die geschäftsführende Reichsregierung unter Karl Dönitz in den letzten Tagen des Zweiten Weltkrieges, die Adolf Hitler vor seinem Suizid schriftlich bestimmt hatte. Die Rechtmäßigkeit dieser letzten Regierung des Deutschen Reiches ist umstritten.
Diese Regierung existierte vom 2. bis 23. Mai 1945. In ihre Zeit fiel die bedingungslose Kapitulation der Wehrmacht. Wesentliche Entscheidungen der Regierung gab es wenige, sie enthob allerdings den Reichsführer SS, Heinrich Himmler, sämtlicher Ämter. Ihre Mitglieder wurden von alliierten Soldaten am 23. Mai festgenommen. Die vier Siegermächte übernahmen zwei Wochen später mit der Berliner Erklärung auch formal die oberste Regierungsgewalt in Deutschland.
Sie folgte auf das am 2. Mai zurückgetretene Kabinett Goebbels und hatte ihren Sitz anfänglich in Plön und Eutin, seit dem 3. Mai dann in Flensburg. Der von Dönitz mit der Regierungsbildung beauftragte Johann Ludwig Graf Schwerin von Krosigk bildete das Kabinett Schwerin von Krosigk (Flensburger Kabinett), nachdem der noch von Hitler hierfür bestimmte Joseph Goebbels ebenfalls Selbstmord begangen hatte. Nach dem 12. Mai hielten sich die Mitglieder der Regierung in der britischen Besatzungszone auf, zu der der Sonderbereich Mürwik zählte.
Hitlers politisches Testament beinhaltete den Auftrag an seinen Nachfolger, „den Krieg mit allen Mitteln weiter fortzusetzen“. Dagegen definierte sich die Geschäftsführende Reichsregierung als „unpolitisch“. Für die Alliierten war die Unterzeichnung der Militärischen Kapitulation am 7. Mai 1945 eine wesentliche Funktion der geschäftsführenden Reichsregierung, wobei die Kapitulationsurkunden dann durch den Generaloberst Alfred Jodl und Generalfeldmarschall Wilhelm Keitel, jeweils handelnd aufgrund einer Vollmacht von Dönitz, im Namen des Oberkommandos der Wehrmacht (OKW) unterzeichnet wurden.

## Vorgeschichte
Anfang April 1945 ließ Heinrich Himmler den künftigen Standort der Reichsregierung auswählen, und seine Wahl fiel auf die Holsteinische Schweiz als relativ ländlichen Raum, aber zugleich unweit des wichtigsten Flottenstützpunktes an der Ostsee, Kiel. Am 20. April 1945, seinem 56. Geburtstag, verfügte Hitler, dass seine Reichsregierung von Berlin nach Schleswig-Holstein umziehen solle, das zu dem Zeitpunkt noch von der Wehrmacht gehalten wurde. Lediglich Joseph Goebbels und Martin Bormann blieben als Regierungsmitglieder beim Führer in der Reichshauptstadt. Am 21. April traf die Reichsregierung in Eutin ein. Großadmiral Karl Dönitz war im April 1945 zum Kommandanten der „Nordfestung“ ernannt worden. Unter seiner Leitung bezog die Reichsregierung Quartier in dem Barackenlager „Forelle“ am Suhrer See bei Plön.
In der Regierung saßen Reichsernährungsminister Herbert Backe, Reichsgesundheitsführer Leonardo Conti, Reichsverkehrsminister Julius Heinrich Dorpmüller, Reichsfinanz- und Reichsaußenminister Lutz Schwerin von Krosigk, Reichsminister Otto Meissner, Reichsminister für die besetzten Ostgebiete Alfred Rosenberg, Reichserziehungsminister Bernhard Rust, Reichsarbeitsminister Franz Seldte, Reichsrüstungsminister Albert Speer und Reichsjustizminister Otto Georg Thierack; daneben militärische Befehlshaber wie die Generalfeldmarschälle Fedor von Bock, Walther von Brauchitsch und Erich von Manstein.
Die erste Kabinettssitzung im Holsteinischen fand am 23. April im dortigen Landratsamt statt. Seitdem tagte die Reichsregierung täglich unter dem Vorsitz von Lutz von Krosigk, dem dienstältesten Reichsminister. Währenddessen verhandelte Reichsführer SS Himmler am gleichen Tag in Lübeck mit dem schwedischen Diplomaten Graf Folke Bernadotte über einen Waffenstillstand mit der Anti-Hitler-Koalition, was jener jedoch ablehnte. Hitler und Dönitz begriffen dieses Vorgehen Himmlers als Verrat.

## Letzter Reichspräsident

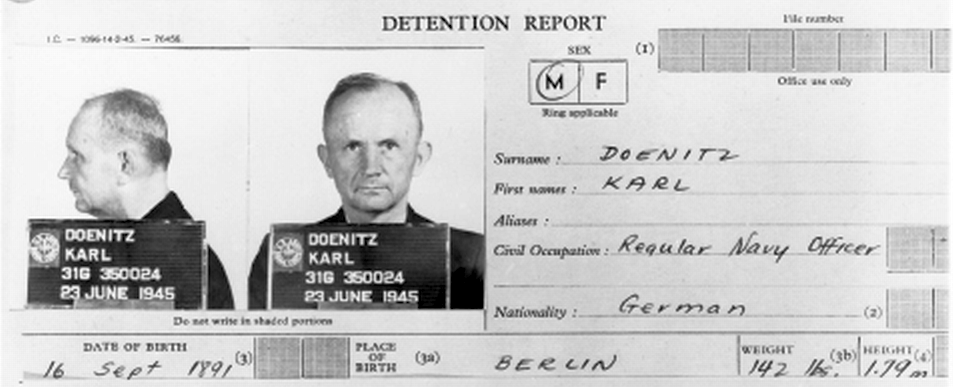
Karl Dönitz, Festnahmekarte der US-Regierung vom 23. Juni 1945

Vom „Führer der Nation“ Adolf Hitler in seinem politischen Testament zu seinem Nachfolger als Reichspräsident ernannt, trat Karl Dönitz dieses Amt, nachdem er vom Tod Hitlers erfahren hatte, mit einer Rundfunkansprache am 1. Mai an. Nach dem Gesetz über den Nachfolger des Führers und Reichskanzlers vom 13. Dezember 1934 konnte Hitler „für den Fall seines Todes oder sonstiger Erledigung der in seiner Person vereinigten Ämter des Reichspräsidenten und Reichskanzler seinen Nachfolger“ selbst bestimmen. Allerdings war dieses Gesetz stets als „Geheime Reichssache“ behandelt und nie bekanntgemacht worden, weshalb Zweifel an seiner Wirksamkeit bestehen. Abgesehen vom politischen Testament Hitlers war Dönitz von keiner anderen Stelle für das Reichspräsidentenamt legitimiert; wegen der fehlenden Wahl gilt der Titel als umstritten.
Seinen ihm vom Führer zugewiesenen Auftrag, den Untergang „heroisch“ zu inszenieren, führte Dönitz nicht aus. Seine wesentliche Bedeutung lag vielmehr in der Beauftragung zur Unterzeichnung der bedingungslosen Kapitulation.

## Oberkommandierender der Wehrmacht
Ziel von Dönitz war es zudem, in dieser letzten Phase möglichst viele deutsche Soldaten und Zivilisten aus dem Osten des Reichsgebietes ins Gebiet der Westmächte zu holen. Ob ihm dies gelang, ist allerdings umstritten. Einerseits wird behauptet, man habe von Mürwik aus die Flucht von ungefähr zwei Millionen Flüchtlingen und Verwundeten mittels Schiffen aus den schon besetzten oder eingekesselten östlichen Gebieten organisiert. Nach Richard J. Evans ermöglichte Dönitz mit seiner Hinhaltetaktik mehr als 1,75 Millionen Wehrmachtssoldaten, sich amerikanischen oder britischen Streitkräften zu ergeben statt der Roten Armee. Der Historiker Heinrich Schwendemann glaubt dagegen, dass Dönitz die Rettung des Ostheeres eher behindert als befördert habe. Er verweist darauf, dass Dönitz Hitlers Nerobefehl, nach dem die gesamte deutsche Infrastruktur zerstört werden sollte, erst am 6. Mai 1945 aufhob. Der „Durchhalteterror“ gegen Soldaten und Zivilbevölkerung sei aber nicht aufgehoben worden. Das vergleichsweise günstige Bild, das von Dönitz in der geschichtswissenschaftlichen Literatur gezeichnet werde, gehe vielmehr auf die absichtsvolle Legendenbildung zurück, die Dönitz durch seine Memoiren betrieben habe.

## Letzte Reichsregierung und bedingungslose Kapitulation

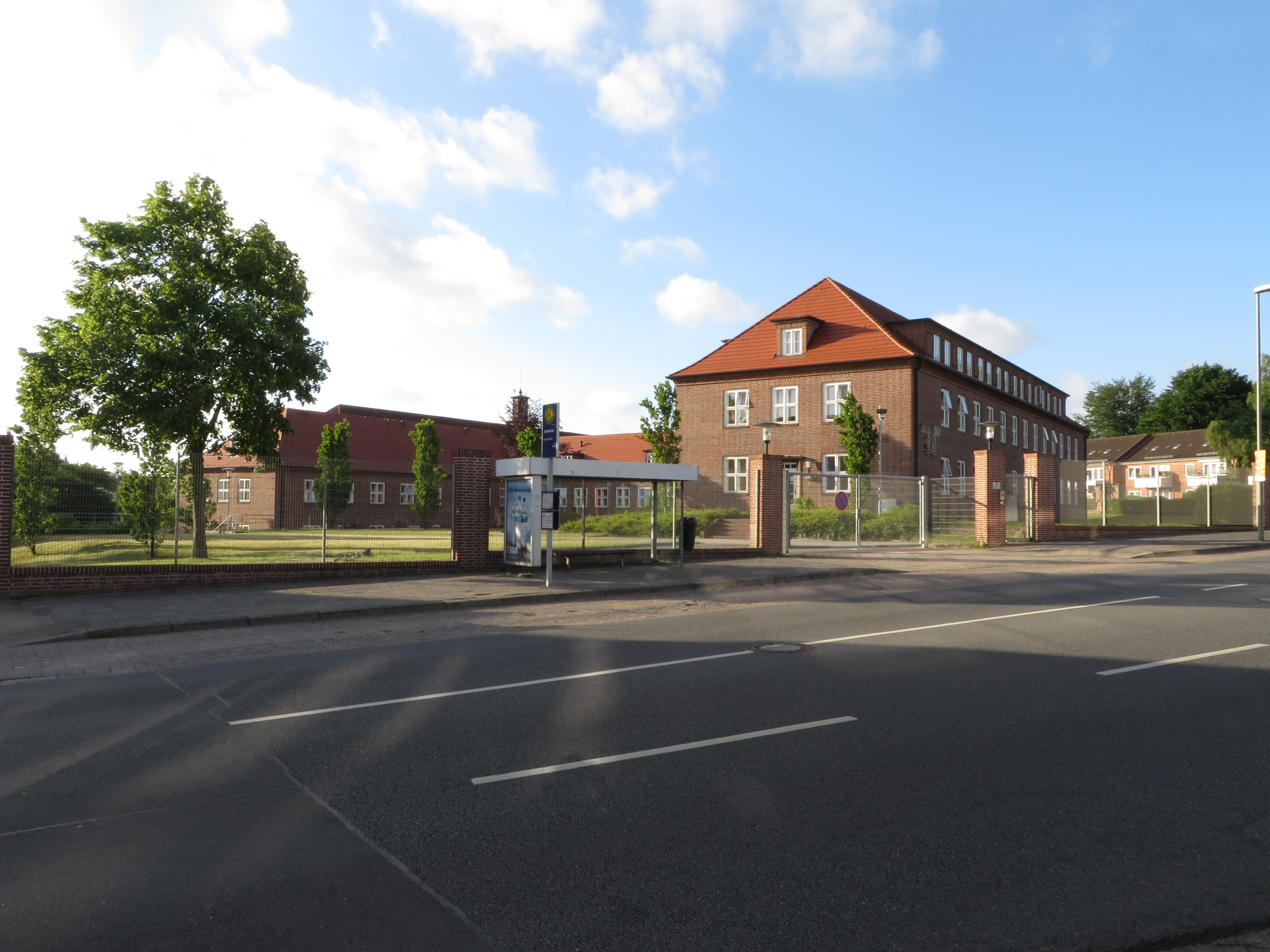
Die Sportschule am Rande der Marineschule Mürwik, wo sich die geschäftsführende Reichsregierung aufhielt (Foto 2014)

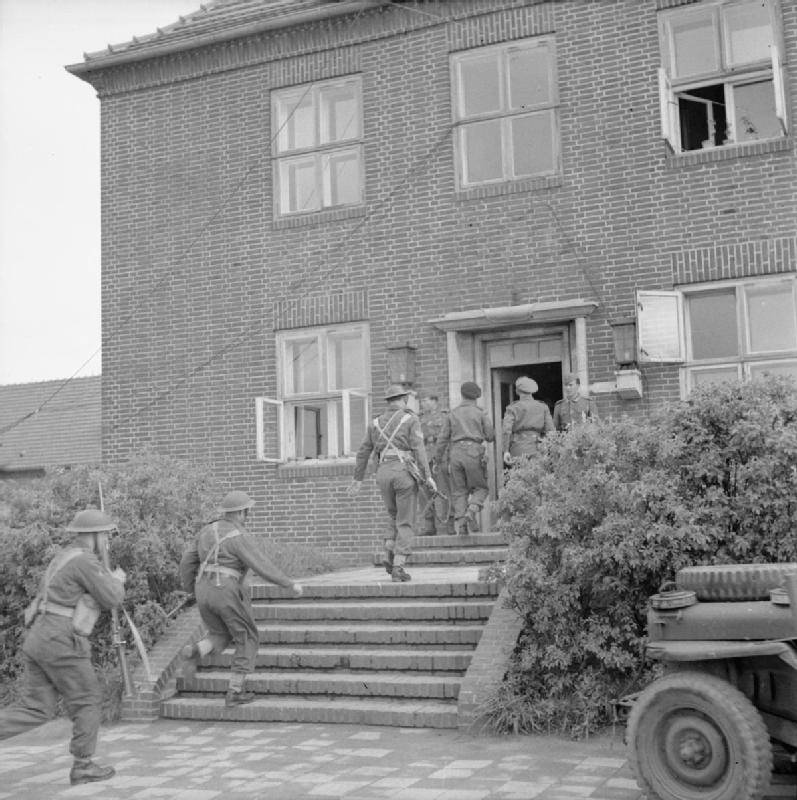
Beginn der Festnahme der Regierung Dönitz bei der Sportschule in Mürwik durch das britische Militär

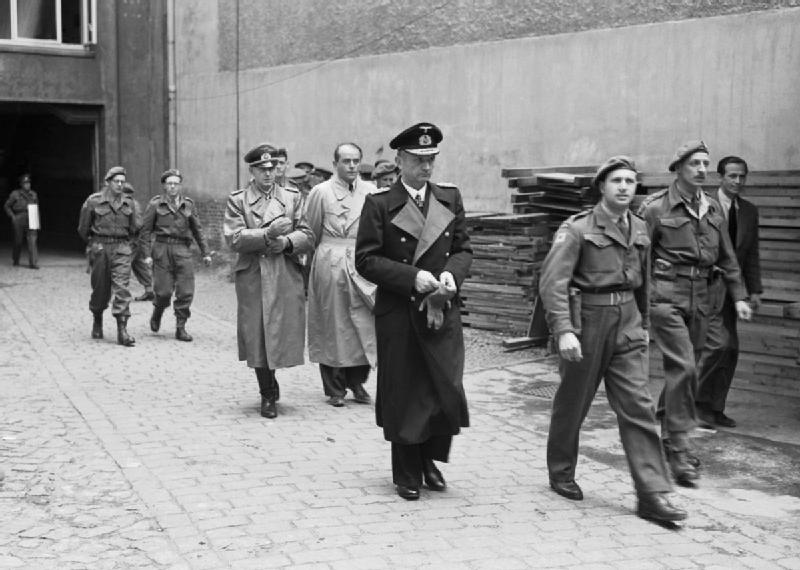
Die Vorführung von Dönitz (Mitte, in Admiralsuniform), sowie hinter ihm Jodl und Speer, vor der Weltpresse im Hof des Polizeipräsidiums in der Flensburger Innenstadt

Die britische Armee hatte am 28. April die Elbe bei Lauenburg überschritten und bewegte sich im Wettlauf mit der Roten Armee auf Lübeck zu. Auf der Kabinettssitzung am 2. Mai 1945 trat Hitlers letztes Kabinett in Eutin offiziell zurück. Wegen des Vormarsches der alliierten Truppen musste die von Dönitz berufene Reichsregierung direkt danach über die Rattenlinie Nord weiter nach Flensburg ziehen. Lübeck wurde am selben Abend weitgehend kampflos von den Briten eingenommen. Himmler und Speer flohen zunächst nach Bad Bramstedt.
Am 3. Mai bezog die „Geschäftsführende Reichsregierung“ ihren Sitz in der Marinesportschule am Rande der Marineschule Mürwik in Flensburg, während Generalfeldmarschall Ernst Busch der Heeresgruppe Nordwest sein Hauptquartier mit dem zugehörigen Generalstab von Hamburg-Bergedorf nach Kollerup in Angeln verlegte, nachdem Dönitz am Tag zuvor angewiesen hatte, Hamburg den Briten kampflos zu übergeben. Auch Himmler floh mit 150 Gefolgsleuten nach Hüholz bei Flensburg. Er appellierte an die geschäftsführende Reichsregierung, doch besser nach Prag umzuziehen, das bis zum 5. Mai noch in deutscher Hand war.
Am 3. Mai um 8 Uhr morgens traf in Dönitz’ Auftrag eine Gruppe von Offizieren, bestehend aus dem Delegationsleiter Generaladmiral Hans-Georg von Friedeburg, General Eberhard Kinzel, Konteradmiral Gerhard Wagner, Major i. G. Jochen Friedel, aus dem Stab von General Kinzel, und Oberst i. G. Fritz Poleck, im britischen Hauptquartier von General Miles Dempsey in der Villa Möllering in Häcklingen ein und wurde von dort auf den Timeloberg zwischen Deutsch und Wendisch Evern in der Nähe von Lüneburg gebracht. Die Gruppe sollte mit dem britischen Feldmarschall Bernard Montgomery über eine deutsche Teilkapitulation verhandeln, wodurch die Briten zivile Flüchtlinge aus dem Osten in das von den Westalliierten besetzte Gebiet durchlassen sollten und den sich ergebenden deutschen Soldaten die Übernahme in die westliche Kriegsgefangenschaft ermöglicht werden sollte. Das deutsche Angebot wurde abgelehnt und stattdessen eine bedingungslose Kapitulation gefordert. Mit Inkrafttreten der Teilkapitulation der Wehrmacht für Nordwestdeutschland, Dänemark und die Niederlande am 5. Mai um 8:00 Uhr war laut OKW-Lagebericht „in Holland, in Nordwestdeutschland von der Ems-Mündung bis zur Kieler Förde sowie in Dänemark einschließlich der diesen Gebieten vorgelagerten Inseln Waffenruhe.“
Am 5. Mai tagte unter diesen Umständen die geschäftsführende Reichsregierung in Flensburg. Lutz von Schwerin-Krosigk, der am 2. Mai von Dönitz den Auftrag zur „Regierungsbildung“ erhalten hatte, wurde Leitender Reichsminister, Finanzminister und Außenminister, Albert Speer Wirtschaftsminister, Wilhelm Stuckart Innen- und Kulturminister, Herbert Backe Ernährungs- und Landwirtschaftsminister, Franz Seldte Arbeitsminister, Herbert Klemm Justizminister und Julius Heinrich Dorpmüller Verkehrs- und Postminister. Hinzu kamen hunderte Mitarbeiter in den Ministerien. Himmler traf sich am gleichen Tage mit Gesinnungsgenossen aus SS und Polizei im Polizeipräsidium Flensburg, um die Auflösung der Gestapo zu verkünden. Sie verteilten hier und in Mürwik in großen Mengen falsche Personalpapiere.
Am 6. Mai enthob Dönitz den NSDAP-Gauleiter Hinrich Lohse seines Amtes als schleswig-holsteinischer Oberpräsident. Um 17:00 Uhr wurden auch Himmler und Rosenberg endgültig all ihrer Ämter enthoben, nachdem sie sich in Flensburg wiederholt an der Arbeit der geschäftsführenden Reichsregierung beteiligen wollten. Währenddessen besetzte die US Army den Flensburger Flugplatz Schäferhaus.
Der Reichssender Flensburg verkündete mit einer Ansprache von Lutz von Schwerin-Krosigk am 7. Mai um 12:45 Uhr zum ersten Mal von deutscher Seite her das Ende des Zweiten Weltkrieges in Europa, nachdem kurz zuvor Generaloberst Alfred Jodl in Reims im operativen Hauptquartier der SHAEF die bedingungslose militärische Kapitulation „aller unter deutscher Befehlsgewalt stehenden Streitkräfte“ unterzeichnet hatte.
Diese bedingungslose Kapitulation der deutschen Streitkräfte trat am 8. Mai 1945 in Kraft, was auch im Reichssender Flensburg durch Karl Dönitz’ Ansprache bekräftigt wurde. Die Wehrmacht zog an diesem Tag endgültig aus Dänemark in Richtung Schleswig-Holstein ab.
Nachdem in der Nacht vom 8. auf den 9. Mai Generalfeldmarschall Wilhelm Keitel, Generaloberst Hans-Jürgen Stumpff (Befehlshaber der Luftflotte Reich) und Generaladmiral Hans-Georg von Friedeburg (Befehlshaber der Marine) kurz nach Mitternacht die bedingungslose Kapitulation der Wehrmacht und aller Teilstreitkräfte im sowjetischen Hauptquartier in Berlin-Karlshorst ratifiziert hatten, verlas Klaus Kahlenberg am 9. Mai um 20:03 Uhr den letzten Wehrmachtbericht: „Seit Mitternacht schweigen nun an allen Fronten die Waffen.“
Nach der Kapitulation bot sich die Regierung Dönitz erfolglos den Alliierten zur Abwicklung der Wehrmacht an und entwarf unrealistische Pläne für den Wiederaufbau Deutschlands. Die Geschäftsführende Reichsregierung wurde in der verbliebenen Folgezeit isoliert, ihre Bewegungsfreiheit wurde auf den Sonderbereich Mürwik beschränkt. Da die Alliierten ihr am 8. Mai 1945 den Gebrauch des Rundfunks untersagten, bestand keine Möglichkeit mehr, mit der Außenwelt in Kontakt zu treten. Administrative Wirkung konnte sie keine entfalten, sie war, wie der Historiker Karl Dietrich Erdmann schrieb, eine „Regierung nur dem Namen nach“, die Historikerin Elke Fröhlich nennt ihre Existenz „gespenstergleich“.

## Faustpfand im Spannungsfeld der Siegermächte
In den letzten Wochen der Präsidentschaft Franklin D. Roosevelts, der am 12. April 1945 verstarb, waren über eine Reihe europäischer Fragen Differenzen zwischen den Hauptsiegermächten aufgetreten, insbesondere über die Zukunft Polens. Die Differenzen führten zu erheblichen gegenseitigen Misstrauen. Die militärische Kapitulation der Wehrmacht im westalliierten Hauptquartier in Reims am 7. Mai 1945 musste auf Druck des sowjetischen Machthabers Josef Stalin in Berlin-Karlshorst in der Nacht vom 8. zum 9. Mai wiederholt werden. Damit sollte die entscheidende militärische Rolle der Sowjetunion beim Sieg gegen das Deutsche Reich zum Ausdruck gebracht wurde.
Der britische Premierminister Winston Churchill hielt zunächst noch an der Regierung Dönitz fest, um für den Fall eines sowjetischen Vormarsches bis an die Nordsee die deutschen Truppen gegen die Rote Armee einsetzen zu können. Diese antisowjetische Faustpfandpolitik fand allerdings in der britischen Öffentlichkeit zu wenig Rückhalt.
Die Sowjetunion versuchte ihrerseits, die Regierung Dönitz zu einer Umsiedlung aus dem militärischen Machtbereich in Flensburg nach Berlin zu veranlassen, das zu dieser Zeit allein von der Roten Armee besetzt war. Als dies scheiterte, wurde auf sowjetischen Druck hin auf Befehl des Oberbefehlshabers der Westalliierten General Dwight D. Eisenhower die Regierung Dönitz festgenommen.

## Verhaftung der Regierung Dönitz
Am 23. Mai 1945 wurde die Regierung Dönitz während einer Morgenbesprechung von einem bewaffneten Zug britischer Soldaten im Zuge der Operation Blackout festgenommen. Alle anwesenden Deutschen mussten sich vollständig entkleiden und wurden einer genauen körperlichen Durchsuchung, namentlich nach Zyankali-Giftkapseln unterworfen. Nach dem Wiederankleiden wurden sie mit den Händen auf dem Kopf unter Bewachung in den Hof geführt, wo sie von mehr als sechzig alliierten Reportern fotografiert und gefilmt wurden. Danach wurden sie unter Bedeckung von dreißig bis vierzig gepanzerten Fahrzeugen auf Lastwagen in Gefangenenlager gebracht.